# Johan Frederik van Oordt

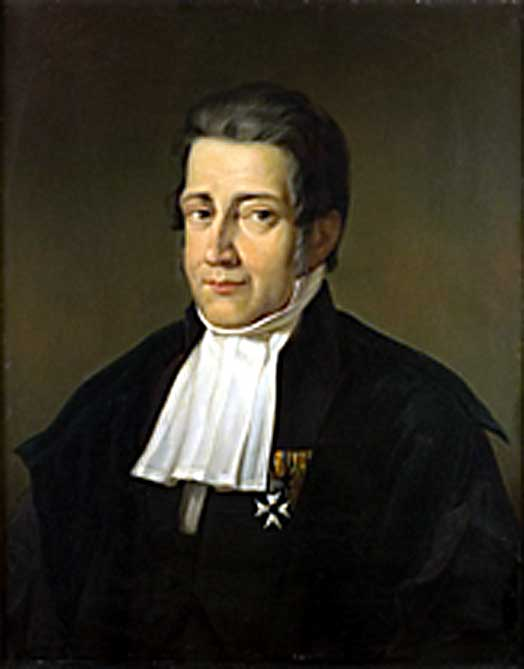
Johan Frederik van Oordt

Johan Frederik van Oordt (* 23. November 1794 in Rotterdam; † 11. Dezember 1852 in Leiden) war ein niederländischer reformierter Theologe.

## Leben
Johan Frederik van Oordt, Sohn von Jan Willem van Oordt und Maria Louisa Gobius, hatte die Erasmusschule seiner Geburtsstadt besucht. Um die klassischen Sprachen zu studieren, begab er sich 1812 an die Universität Utrecht. Hier hatte er die Vorlesungen von Hermann Royaards, seinem Onkel Gabriel van Oordt, von Jodocus Heringa Eliza’s zoon, Jean Henri Pareau und Philipp Wilhelm van Heusde besucht. Letzterer animierte ihn sicherlich auch zur Mitgliedschaft der literaturkundigen Gesellschaft Utile Dulci während seiner Studienzeit. 1815 absolvierte er seinen Militärdienst und wurde 1819 Pfarrer in Nederlangbroek. Am 3. April 1821 promovierte er unter der Leitung seines Onkels in Utrecht mit der Arbeit de Religione christiana ad conjunctionis et societatis studia alenda et promovenda cum aptissima tum efficacissima zum Doktor der Theologie. Im September 1822 zog er als Pfarrer nach Alkmaar und am 26. Oktober 1823 fand er in Utrecht als Pfarrer einen neuen Wirkungskreis.
Im September 1822 berief man ihn zum Professor der Theologie an die Universität Groningen, mit dem Lehrauftrag für die christliche Ethik, die Auslegung des neuen Testaments und praktische Theologie. Dieses Amt trat er am 20. Februar 1829 mit der Einführungsrede de eloquentia sacrae natura an. 1831 wurde der Lehrauftrag um die Dogmatik und das niederländische protestantische Kirchenrecht ergänzt und der Lehrauftrag der christlichen Ethik abgegeben. In Groningen beteiligte er sich auch an den organisatorischen Aufgaben der Hochschule und war 1833/34 Rektor der Bildungseinrichtung. Diese Aufgabe legte er mit der Rede de religione christiana in patria nostra vi sua salutari numquam destituta nieder. Besonders befruchtend dürfte für ihn während seiner Groninger Zeit die Zusammenarbeit mit Petrus Hofstede de Groot (1802–1886) gewesen sein.
1839 erhielt er einen Ruf als Professor der Theologie an die Universität Leiden, mit dem Lehrauftrag für theoretische Theologie und Dogmatik. Diesen Lehrstuhl übernahm er am 11. Dezember 1839 mit der Rede de Vero in theologia unice sectando. Auch in Leiden beteiligte er sich an den organisatorischen Aufgaben der Hochschule und war 1841/42 Rektor der Alma Mater. Diese Aufgabe legte er mit der Rede de Perfecta institutoris specie in J.C. conspicua nieder.
Van Oordt hatte sich am 10. Oktober 1823 in Groningen mit Henriette Jacoba Bakker (* 1803; † 27. November 1851 in Leiden), Tochter des Groninger Professors der Medizin Gerbrand Bakker, verheiratet. Aus der Ehe ist der Sohn Jan Willem Gerbrandt van Oordt (* 15. Januar 1826 in Utrecht; † 25. Mai 1904 in Kapstadt) bekannt.

## Werke
- Disputatio theologica de religione Christiana ad conjunctionis et societalis studio, alenda et promovenda, cum aptissima. turn efficacissima. Utrecht 1821
- De geestgesteldheid van Simeon die van den stervenden Christen. Utrecht 1822 (Online)
- Gedenkboek, of verzameling van stukken, betrekkelijk den terugtogt der Studenten van Groningen en Franeker, uit den Strijd voor het Vaderland. Groningen 1832 (Online)
- Disputatio historico-polilica inauguralis. de romanorum prudent ia in populis sub imperium suum subjugendis conspicua ( . . . ). Groningen 1834
- Oratio de vero in theologia unice sectando. habita a.d. XI Dec. 1839. Leiden 1840 (Online)
- Oratio de perfecta insiituioris specie in Jesu Christo conspicua. habita a.d. 8 Februarii 1842. Leiden 1842 (Online)
- Het kruis van Christus. Achttal leerredenen. Leiden 1843 (Online)
- Lets met betrekking tot de Duitsch Katholieke beweging. Groningen 1846 (Online)
- Brief aan den Hoogleeraar W. A. van Hengel, bij de 2e uiig. van zijne Vijf brieven over Das Leben Jesu van F Strausz. Leiden 1847
- Het vonnis van de arrondissements regtbank te Leiden, waarbij het verzoek van diakenen der Nederd. Herv. gemeente aldaar wordt gewezen van de hand. beschouwd en in alle zijne gronden getoetst. Leiden 1849
- Het ware communisme. Groningen 1850 (Online)
- Redevoering bij het 10 jarig bestaan der vereeniging: Tot heil der armen, te Leyden. gehouden den 20 Nov. 1848. Leiden 1850
- Een woord naar aanleiding van de beschouwingen en beoordeelingen der zoogenaamde Groninger school. 's-Hertogenbosch 1851
- Nagelaten leerredenen. ’s-Hertogenbosch 1853